# Валютна і грошово-кредитна рада Брунею
Валютна і грошово-кредитна рада Брунею (англ. Brunei Currency and Monetary Board) —— державна установа, що виконувала в 1967–2011 роках функції центрального банку Брунею.

## Історія
У 1953–1967 роках Бруней входив в зону діяльності Ради уповноважених по грошовому обігу в Малайї і Британському Борнео.
У 1967 році створена Валютна рада Брунею (Brunei Currency Board), що отримала право випуску банкнот і монет. 1 лютого 2004 року Валютна рада Брунея перейменована у Валютну і грошово-кредитну раду Брунею.
15 липня 2010 року засновано Управління грошового обігу Брунею, утворене об'єднанням Валютної і грошово-кредитної ради Брунею і трьох інших державних установ. Управління почало операції 1 січня 2011 року.